# منزل

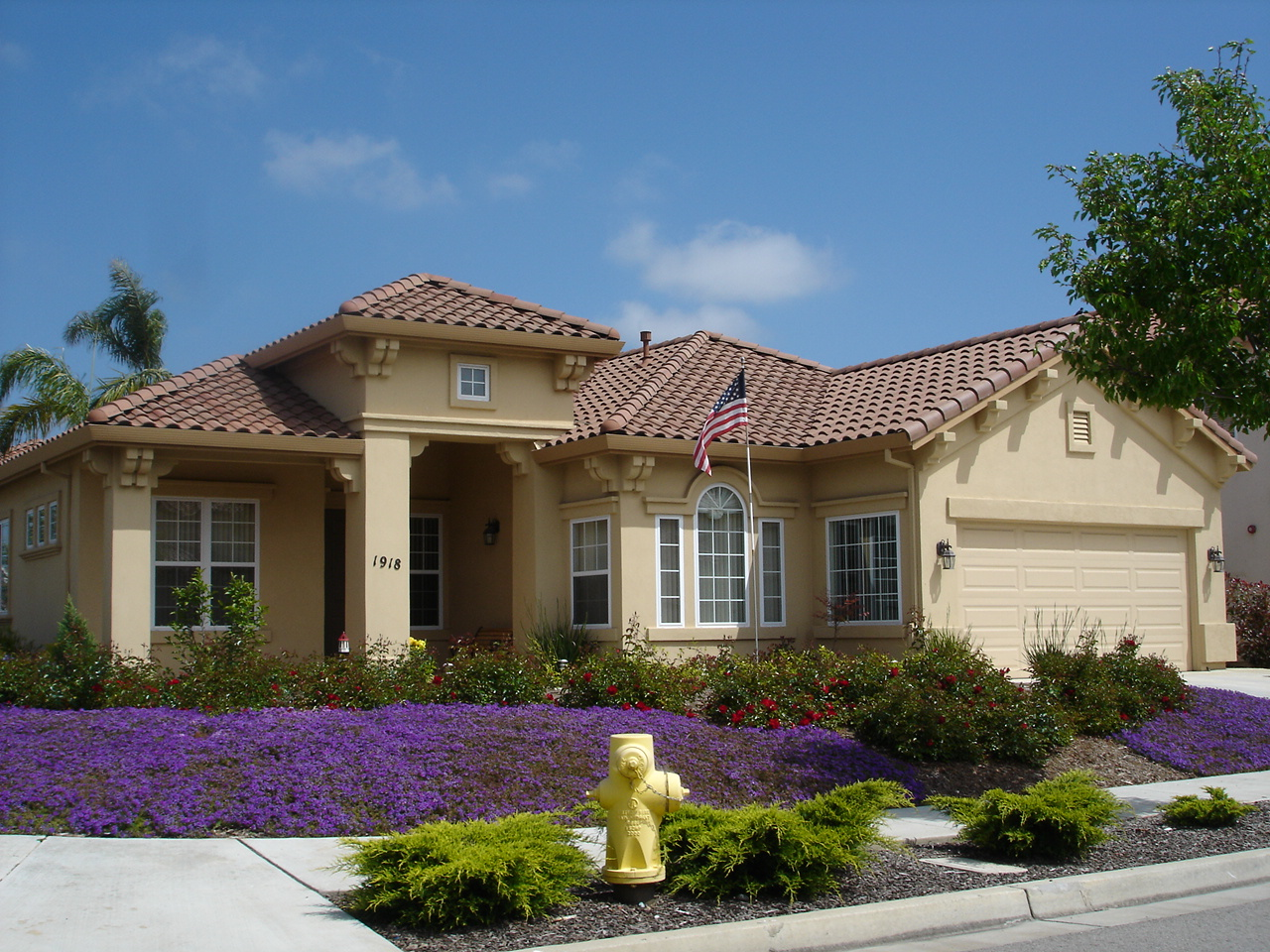
منزل حديث

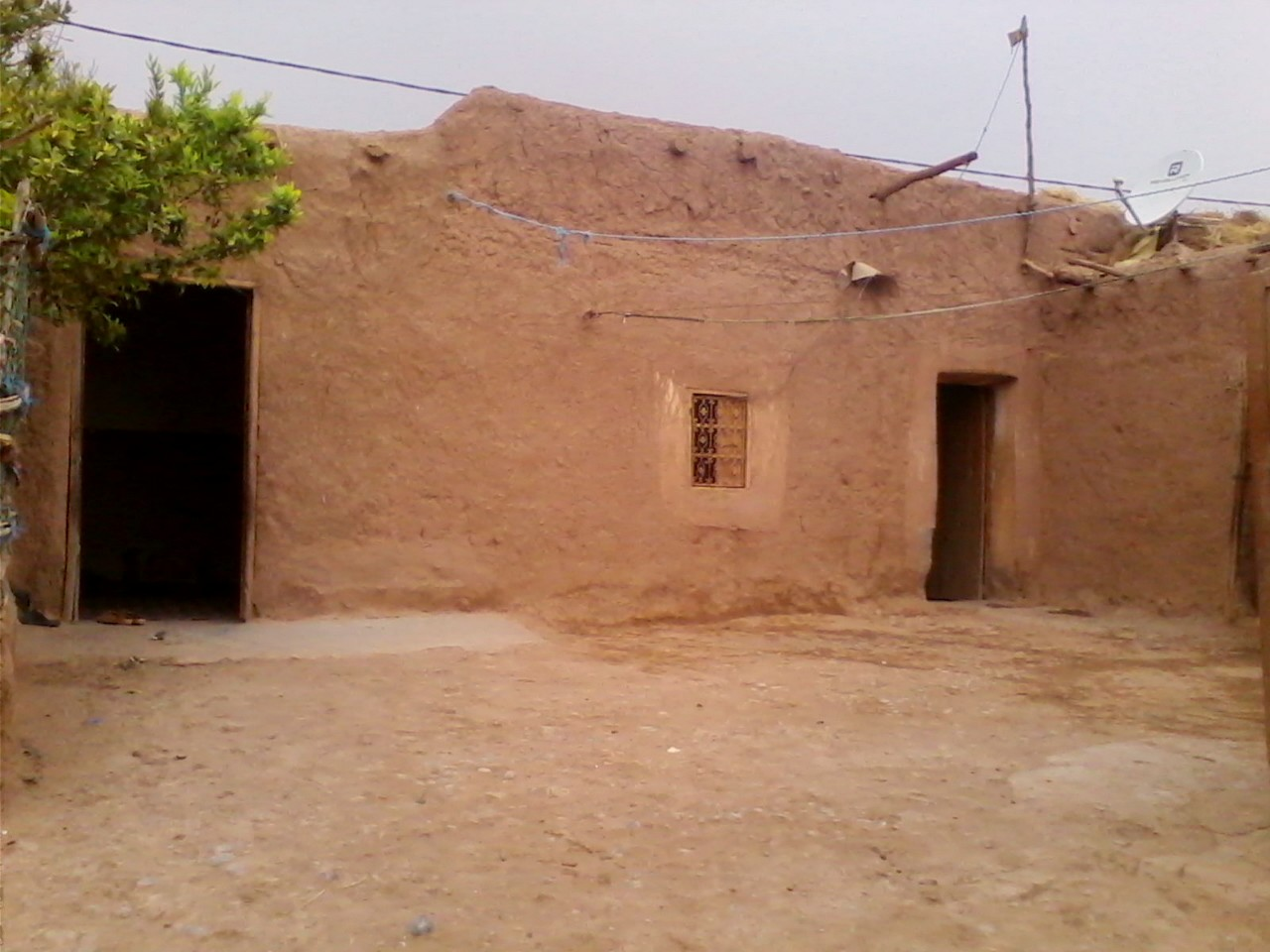
منزل قديم

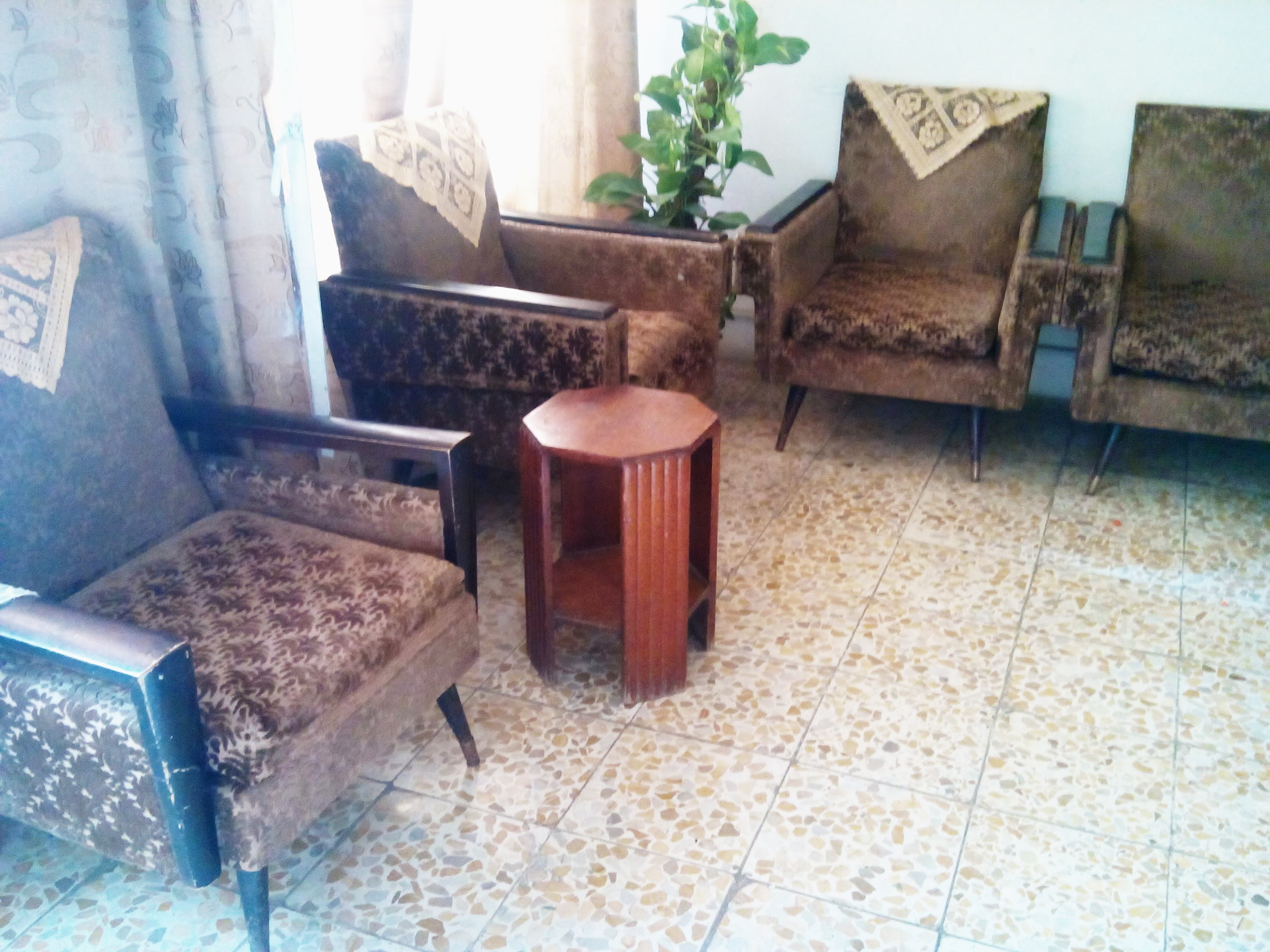
أثاث منزل بسيط

المنزل في المفهوم العام يتألف من مكان مصمم من قبل الإنسان ذو جدران وسقف وأرضية ليؤمن حماية العائلة من الأخطار الجوية (رياح، عواصف، حر، برد) ومن هجوم الحيوانات في القرى والغابات أو حتى من هجوم المجرمين واللصوص في المدن الحديثة. وكانت الغاية من بناء المنزل هي طلب الأمان سواء من أخطار بيئية أو حيوية. لذا فهو مثال أساسي للسكن والمأوى.
يختلف طراز المساكن كثيرًا من بلد إلى آخر، كما أن نمط بناء المساكن قد تغير بمرور الزمن. ويحمل كثير من أنماط البناء اسم البلد أو الحقبة الزمنية التي شيد فيها، بينما تحمل أنماط أخرى أسماء المهندسين المعماريين الذين قاموا بتصميمها. ويشتمل طراز البناء الأوروبي التاريخي على فن العمارة الرومانسكي، والطراز القوطي، وطراز عصر النهضة، والباروكي، وطراز الروكوكو.

## الفرق بين البيت والمنزل والدار
جاء في كتاب الكليات لأبي البقاء: «البيت هو اسم لمسقف واحد له دهليز. والمنزل اسم لما يشتمل على بيوت، وصحن مسقف ومطبخ يسكنه الرجل بعياله. والدار اسم لما اشتمل على بيوت، ومنازل، وصحن غير مسقف. والدار دار وإن زالت حوائطها والبيت ليس ببيت بعدما انهدم. اهـ»
وقال المناوي في التعاريف: «البيت موضع المبيت من الدار المخصوصة من المنزل المختص من البلد. اهـ»
وقال المطرزي في كتابه المغرب في ترتيب المعرب: «( المنزل ) : موضع النزول، وهو عند الفقهاء دون الدار وفوق البيت، وأقله بيتان أو ثلاثة. اهـ»

## أنواع المنازل
- بيت بشرفة متسعة (Terraced house),
- منزل مستقل (detached house)، منزل مستقل غير متصل بأي بناء أخر تقطنه عائلة واحدة (مثلا الفيلا).
- منزل شبه مستقل (semi detached house)، منزل متلاصق بمنزل آخر من جهة واحدة فقط.
- بنغالو (bungalow)، بيت صغير.
- كوخ، بيت ريفي.
- منزل كبير ذو طابق واحد (ranch house).
- منزل عائلي (family house).
- منزل متحرك (mobile home).
- المنزل السكني المتنقل (residential caravan)، مقطورة سكنية، بيت متنقل، «كرافان»، قافلة.[3]
- بيت صغير (maisonette).
- منزل أرضي
- «تاون هوس» (town house)، منزل صغير متصل بصف من المنازل الصغيرة المتلاصقة كوحدة سكنية واحدة، وعادة ما تكون مكونة من أكثر من طابق.
- منزل بلاتويو (بالإيطالية: Casa a Ballatotio)(أو بيت الدرابزين Banisters house). انه منزل نموذجي في المدن الإيطالية، في هذا الأسلوب جميع مداخل الشقق مفتوحة على رواق (أو بلاتويو) خارجي -بالنسبة للشقق، ويمتد هذا الرواق على طول المبنى من الجهة الخارجية أو الداخلية، ولكن في اغلب الحالات يطل على فناء داخلي. الروق (أو البلاتويو) يمثل مكان شبه خاص (أو شبه عام) وعادة ما يكون عرضه 1.50 م. لأنه لا يمثل مكان لمرور فقط، بل أيضا للتوقف والثرثرة" بين الجيران، والتنشئة الاجتماعية، مثلا يمكن ان يسمح بوضع كرسي فيه وأن يسمح بالمرور أيضا، كما في تقاليد هذا النوع من المنازل في جنوب إيطاليا، حيث الجيران، وخاصة كبار السن، يتحدثون بشكل مريح امام شققهم.[4]
- فيلا (villa).
- منزل الطاقة الشمسية (solar-powered house).
- منزل عرض (show house).
- منزل بمستويين (split-level house).
- منزل مزدوج Duplex – وهو منزل منقسم لوحدتين سكنيتين منفصلتين تعلو إحداهما الأخرى. وبالتالي فهو يختلف عن الشقق السكنية بأنه يتكون من طابقين متصلين ببعضهما بواسطة سلم داخلى.
- منزل فاخر وحيد على سطح المبنى (penthouse).
- مبنى وحداته للإيجار (tenement building).
- منزل للمنامة (عادة للشباب) (boarding house).
- النُزل (rooming house).
- بيت بمصطبة (terraced house).
- شقة (AmE:Apartment) (BrE:flat).
- مبنى شاهق (high-rise block).
- بيت المسنين (retirement home).

## معرض صور

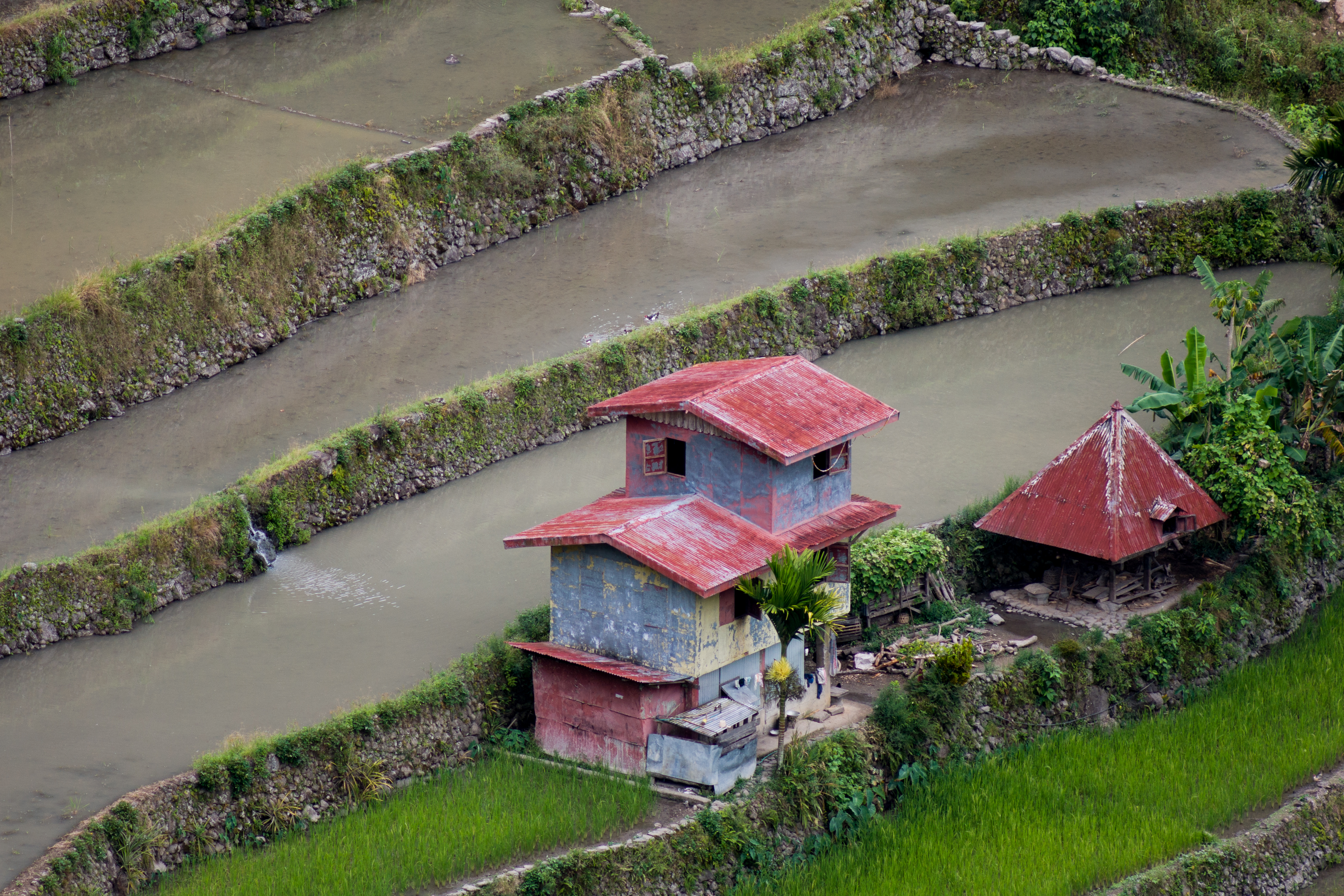
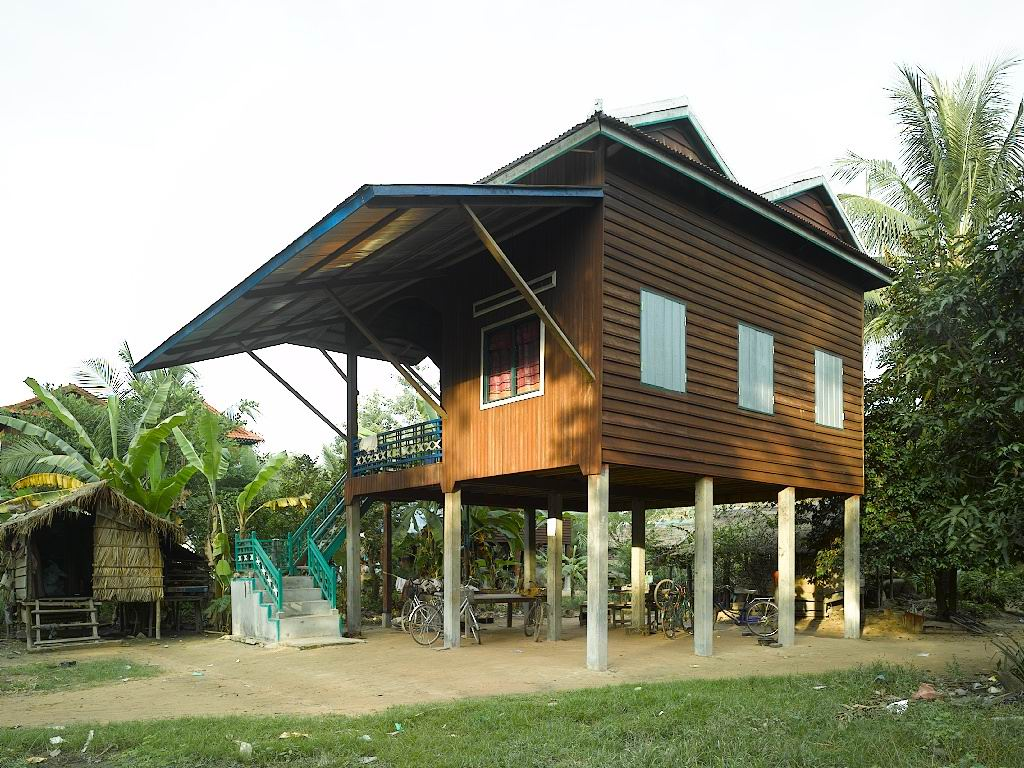
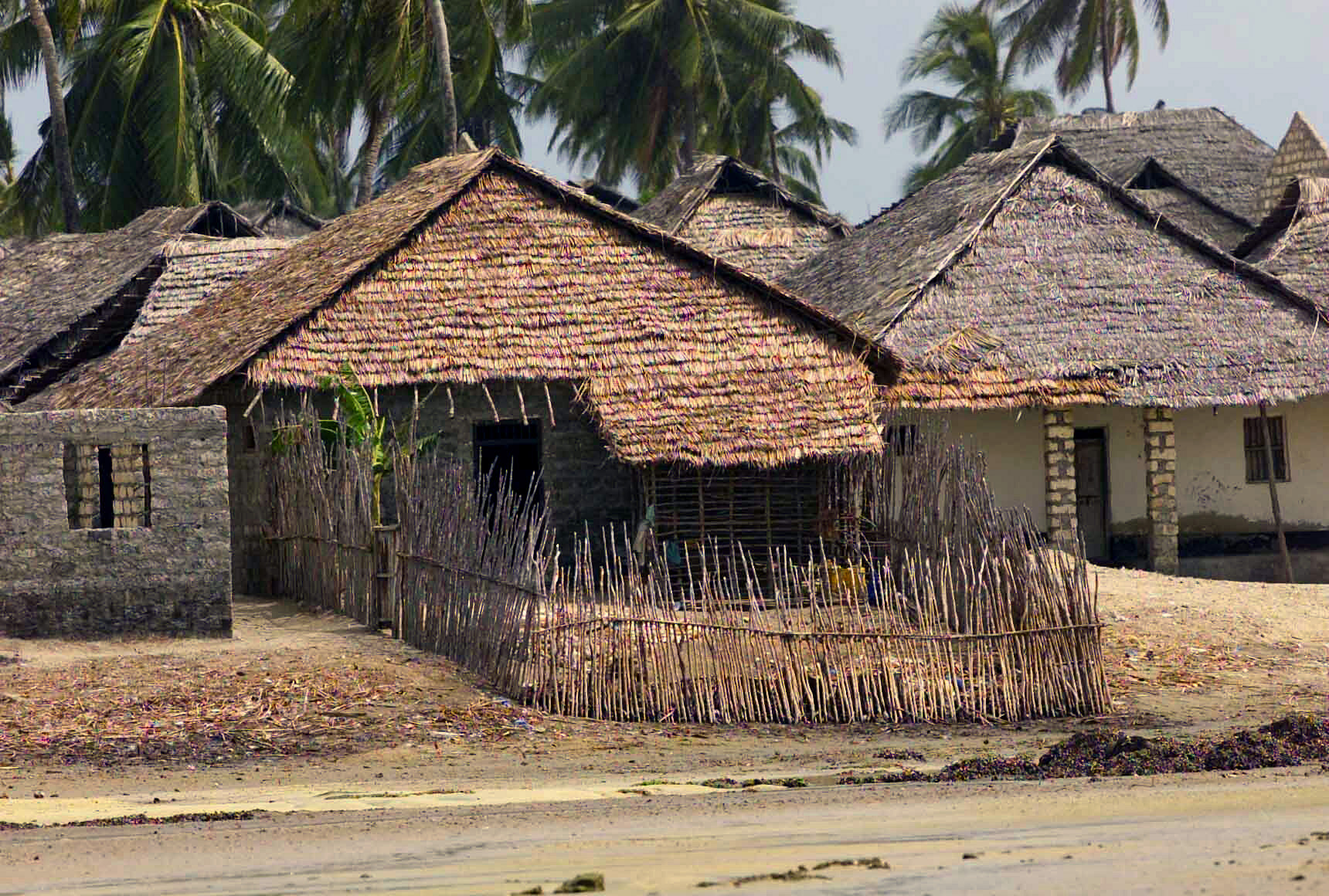
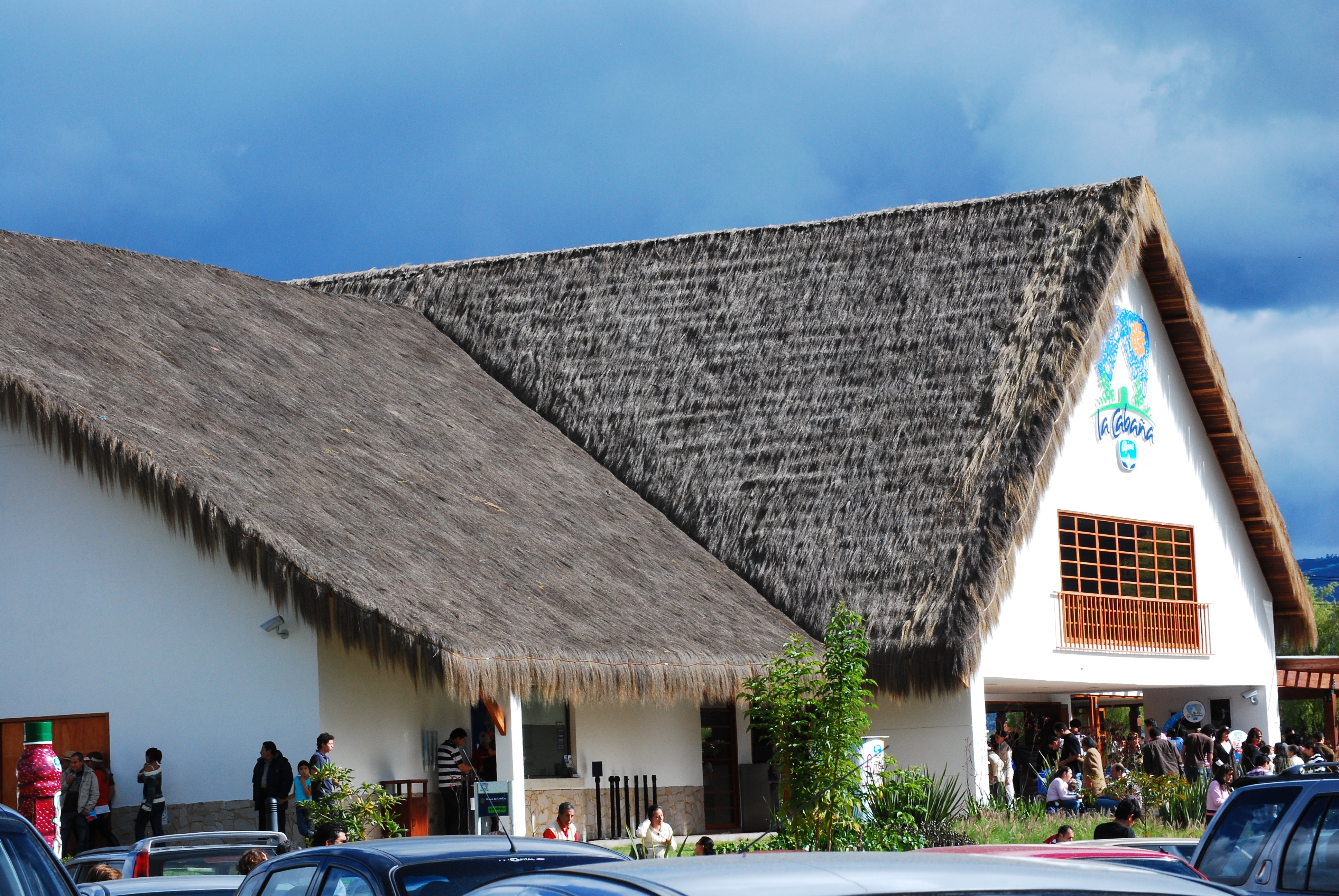
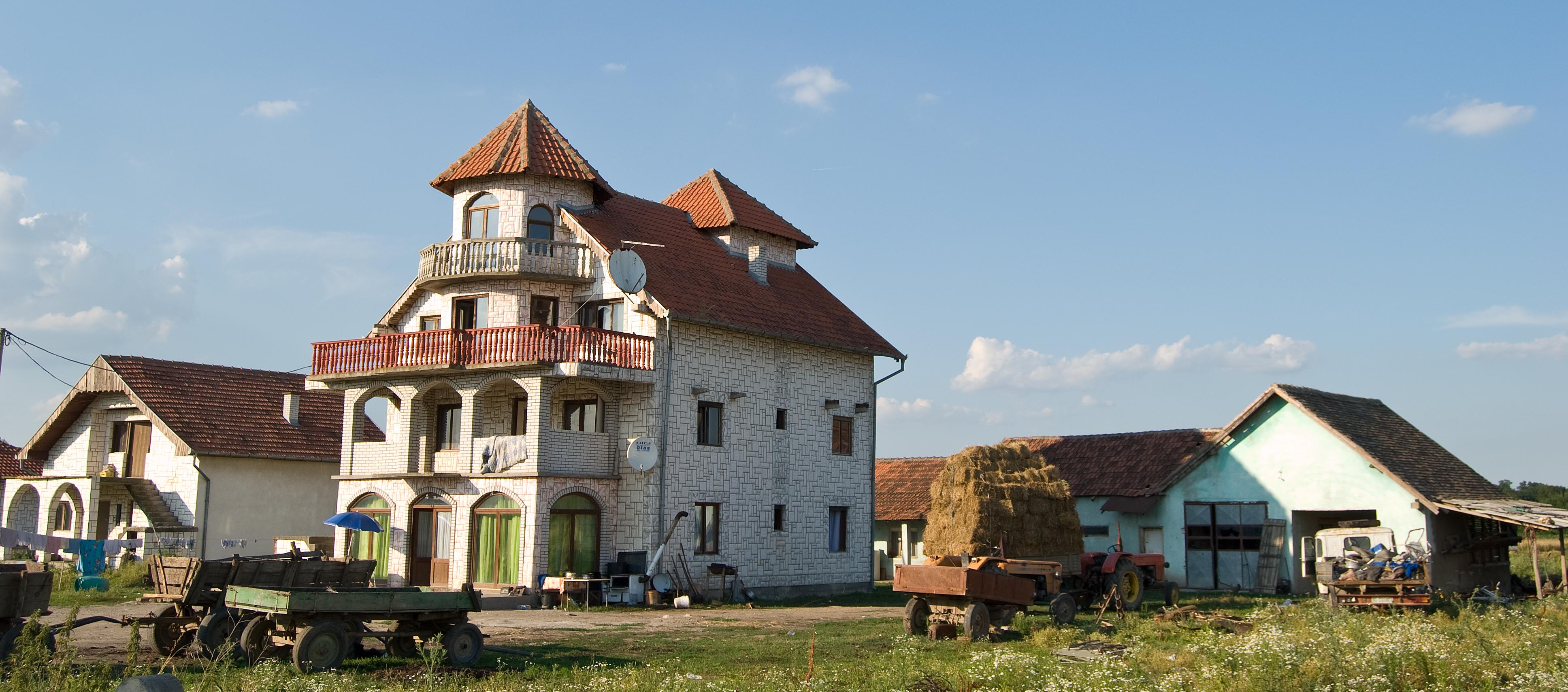
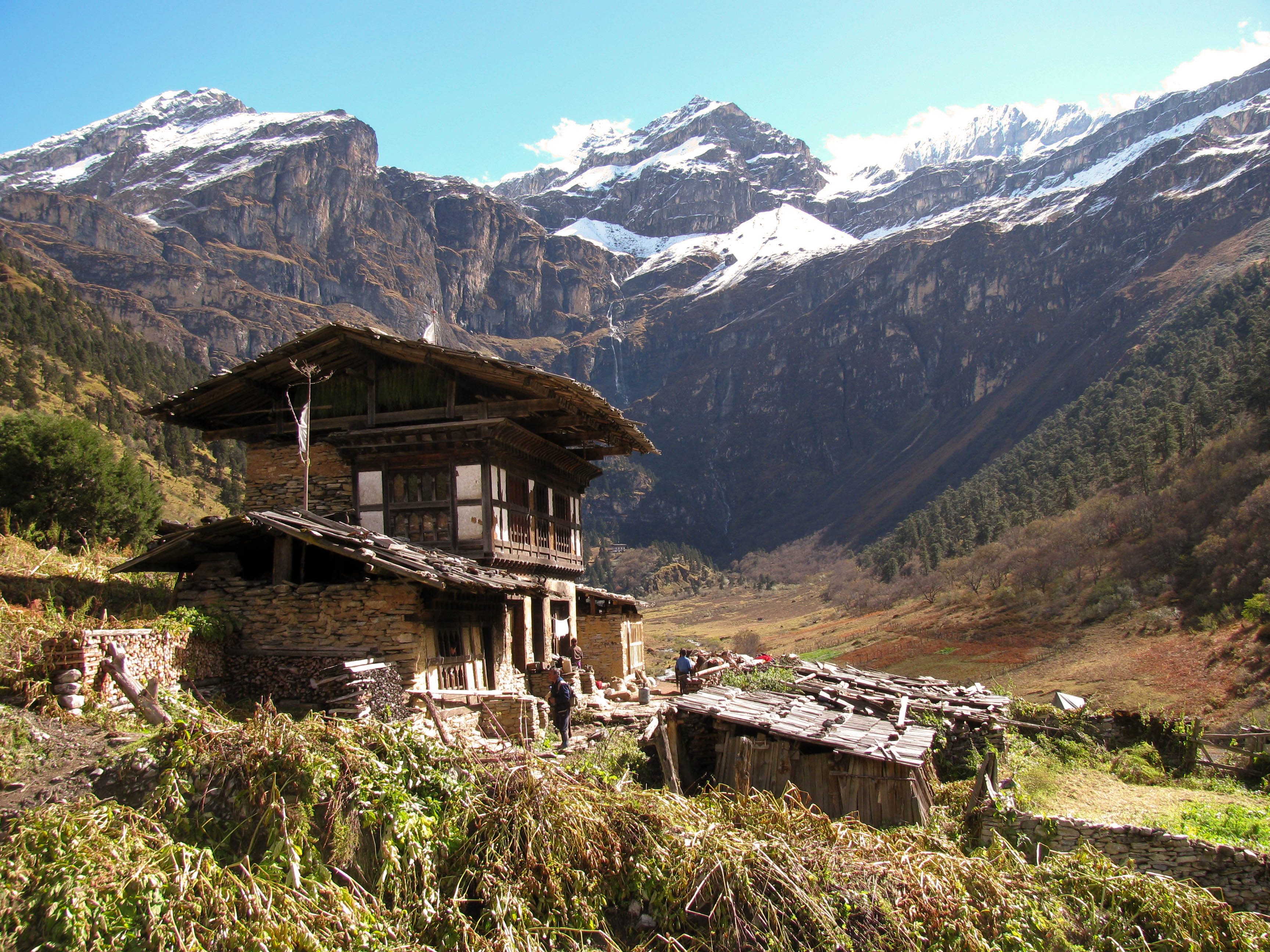